# Aphrodite's Child's : The Best Of
Pour les articles homonymes, voir Aphrodite (homonymie).
 (mars 2017).
Si vous disposez d'ouvrages ou d'articles de référence ou si vous connaissez des sites web de qualité traitant du thème abordé ici, merci de compléter l'article en donnant les références utiles à sa vérifiabilité et en les liant à la section « Notes et références ».
Albums de Aphrodite's Child
Best Of Aphrodite's Child
(1980) Aphrodite's Child's Greatest Hits
(1995)
Aphrodite's Child's : The Best Of est une compilation du groupe de pop rock et rock progressif grec Aphrodite's Child sorti le 21 juin 1994 sur format CD et K7 audio.
Cette compilation regroupe les plus grands tubes du groupe, produits entre 1968 et 1972.

## Liste des titres
| 1.    | Rain and Tears             | 3:16 |
| 2.    | The System                 | 0:26 |
| 3.    | Babylon                    | 2:55 |
| 4.    | It's Five O'Clock          | 3:31 |
| 5.    | Don't Try to Catch a River | 3:43 |
| 6.    | Hic and Nunc               | 2:57 |
| 7.    | The Battle of the Locusts  | 0:56 |
| 8.    | Do It                      | 1:47 |
| 9.    | I Want To Live             | 3:54 |
| 10.   | The Beast                  | 2:28 |
| 11.   | You Always Stand In My Way | 3:59 |
| 12.   | Let Me Love, Let Me Live   | 4:44 |
| 13.   | Wake Up                    | 4:05 |
| 14.   | Marie Jolie                | 4:39 |
| 15.   | Take Your Time             | 2:41 |
| 16.   | End of The World           | 3:18 |
| 17.   | Good Time So Fine          | 2:46 |
| 18.   | Annabella                  | 3:56 |
| 19.   | Magic Mirror               | 2:54 |
| 20.   | Break                      | 2:55 |
| 61:50 |                            |      |

## Membres
- Vangelis : orgue, piano, flûte, percussions
- Demis Roussos : guitare basse, chant
- Lucas Sideras : batterie, chant
- Argyros Koulouris dit Silver Koulouris : guitares, percussions (pour 666 seulement)